# Amalia Zaldúa
Amalia Zaldúa Rivas (Tacuarembó, Uruguay) oriunda de Tacuarembó. Docente con una larga trayectoria en el departamento de Salto, con proyección local, nacional e internacional con su grupo Coral, presentado en Argentina Brasil Paraguay, también en Roma y España.
Amalia es reconocida en Salto como figura relevante en dirección coral.

## Biografía
Amalia, maestra de educación primaria en el período 1949-1979, integró la Coral dirigida por el maestro Eric Simons. Docente de música en las escuelas N°3 y N°4 que luego propuso unir ambos coros. Trabajó de profesora de idioma español en el liceo nocturno de Salto entre 1959 y 1966. En 1965 concursa por oposición y méritos para las Cátedras de Educación Musical y Dirección de Coros del Instituto de Formación Docente de Salto y obtiene el primer el lugar. Ocupa el cargo de directora de Coros efectiva en el Instituto de Formación Docente de Salto hasta 1979.
Desde 1977 se dedica activamente a la música coral, es fundadora y directora del Coro Cantares.
En otra de sus facetas, edita poemas para niños en la revista Colorín y Colorado, y en Diario El Pueblo cuentos y poemas.

## Obra
En 1977 Amalia percibe que hay interés por organizar un grupo para cantar. La primera presentación del "Coro Cantares" dirigido por Amalia fue en el Jardín de Infantes 103 en un aniversario.
En 2007 se publica el libro de relatos "Largos veranos"
El 30 de noviembre de 2020 en el diario El Pueblo digital se publican dos cuentos de Amalia: Lula y Miedo.
- Cuentos y poemas de Salto (Uruguay, Ediciones Aldebarán). Incluye: El silencio de los viejos; Venancio; Rufina; Eulogio; Lula; Madre; El banco;  Rescoldo; Luisa.

## Distinciones
Obtuvo en 1981 el Primer Premio en el Concurso de Cuentos para Niños organizado por Instituto Italiano de Cultura y AGADU con "Los largos veranos"
El 9 de mayo de 1988 fue invitada por el Obispo de Salto y la Comisión organizadora de la visita Papal para participar en la Concelebración en la visita del Papa Juan Pablo II a Salto en el Parque Mattos Netto.
El 19 de abril de 2012 fue declarada primera Ciudadana Ilustre de Salto
El auditorio ubicado en el Museo Casa Quiroga lleva el nombre Mtra. Amalia Zaldúa Rivas, este trámite se realiza por la Junta Departamental de Salto mediante el expediente IDS N° 32631/2018 con la fecha 29 de agosto de 2018  El 18 de diciembre de 2018 se realizó una ceremonia de homenaje donde se procedió al descubrimiento de una placa por parte de la homenajeada.